# Pteraulacodes hessei
Pteraulacodes hessei är en tvåvingeart som beskrevs av Lindner 1972. Pteraulacodes hessei ingår i släktet Pteraulacodes och familjen svävflugor.
Artens utbredningsområde är Namibia. Inga underarter finns listade i Catalogue of Life.